# Franco Causio
Franco Causio (* 1. Februar 1949 in Lecce) ist ein ehemaliger italienischer Fußballspieler.

## Karriere
Causio war Rechtsaußen bei Juventus Turin und bildete gemeinsam mit Roberto Bettega, der als Linksaußen spielte, eine der besten Flügelzangen im europäischen Vereinsfußball der 1970er-Jahre. Auch in der italienischen Nationalmannschaft spielten sie über viele Jahre gemeinsam. Neben zahlreichen italienischen Meisterschaften und Pokalsiegen mit Juve gewann er 1976/77 den UEFA-Pokal. Er nahm für Italien an drei Fußball-Weltmeisterschaften teil. Seine erste, die WM 1974 in Deutschland, endete nach dem Ausscheiden in der Vorrunde für ihn und ganz Italien mit einer großen Enttäuschung. Besser lief es für ihn bei der Weltmeisterschaft 1978 in Argentinien. Italien blieb ungeschlagen bis zum letzten Gruppenspiel der zweiten Finalrunde gegen die Niederlande. In der Vorrunde hatte man nach einem 1:0-Sieg gegen den Gastgeber und  späteren Weltmeister Argentinien in die Favoritenrolle gespielt. Nach der überraschenden Niederlage gegen die Niederländer spielte Italien im Spiel um den dritten Platz gegen Brasilien. Causio brachte Italien durch einen Treffer in der 38. Minute in Führung, doch Brasilien gewann das Spiel schließlich mit 2:1. Italien wurde Vierter.
Bei der Fußball-Weltmeisterschaft 1982 in Spanien hatte Causio auch aufgrund von Verletzungen nicht mehr die Form vergangener Tage. Und gerade dieses Turnier führte zum größten Triumph des italienischen Fußballs nach dem Zweiten Weltkrieg. Italien zog in das Finale gegen Deutschland ein und Causios langjähriger Nationaltrainer Enzo Bearzot erwies ihm eine große Ehre, indem er ihn kurz vor Schluss in der 89. Minute, als Italien bereits klar führte und sicher Weltmeister war, für Alessandro Altobelli einwechselte, so dass er gemeinsam mit seinen Kollegen den großen Sieg auf dem Platz feiern konnte. Insgesamt kam Causio auf elf WM-Einsätze mit einem Tor. Zwischen 1972 und 1983 bestritt er 63 Länderspiele für die Azzurri und erzielte dabei sechs Tore. Seine Karriere ließ Franco Causio bei Udinese Calcio ausklingen. Beim Pelé-Cup 1993 wurde er als „Bester Spieler“ ausgezeichnet, die italienische Seniorenmannschaft (Ü34) gewann das Turnier.

## Erfolge
- Weltmeisterschaftsvierter: 1978
- Weltmeister: 1982
- Italienische Meisterschaft: 1971/72, 1974/75, 1976/77, 1977/78, 1980/81
- Coppa Italia: 1978/79
- UEFA-Pokal: 1976/77